# Francisco Arnau Navarro
Francisco Arnau Navarro (Albal, 1944) és un advocat i polític valencià.

## Trajectòria
Llicenciat en dret per la Universitat de València, és inspector de treball i seguretat social. Ha estat destinat a Guipúscoa, Alacant i Castelló, on hi fou Cap Provincial de la Inspecció de Treball el 1980.
Membre del PSPV-PSOE, Secretari General de la Conselleria de Treball de la Generalitat Valenciana el 1981-82 i diputat per la província de Castelló a les eleccions generals espanyoles de 1982, 1986, 1989, 1993 i 1996 i secretari general adjunt del Grup Parlamentari Socialista 1989-93. Fou portaveu en la Comissió de Política Social i Ocupació 1985-1989. i Vicepresident Primer de la Comissió de Sanitat i Consum el 1996-2000. A les eleccions generals espanyoles de 2000 fou escollit senador per Castelló. Dins del Senat fou portaveu adjunt del Grup Socialista i membre de la Diputació permanent. Quan cessà l'abril de 2004 fou nomenat Conseller de Treball i Afers Socials d'Espanya davant l'Organització Internacional del Treball (OIT).